# Gmina zbiorowa Siedenburg
Gmina zbiorowa Siedenburg (niem. Samtgemeinde Siedenburg) – gmina zbiorowa położona w niemieckim kraju związkowym Dolna Saksonia, w powiecie Diepholz. Siedziba administracji gminy zbiorowej znajduje się w mieście Siedenburg.

## Podział administracyjny
Do gminy zbiorowej Siedenburg należy pięć gmin, w tym jedno miasto (Flecken):
1. Borstel
2. Maasen
3. Mellinghausen
4. Siedenburg
5. Staffhorst